# Sabiha Khémir
Sabiha Khémir ou Sabiha Al Khemir, née en 1959 à Korba, est une écrivaine, illustratrice et historienne de l'art tunisienne, spécialisée dans l'art islamique, dont les travaux portent sur les ponts et les dialogues interculturels. Elle a été la première directrice du musée d'Art islamique de Doha au Qatar.
Elle donne des conférences à l'échelle internationale en anglais, arabe et français, en plus de parler l'italien et l'espagnol. Connue pour aborder des thèmes relatifs à l'identité et à la localisation métropolitaine dans son art et sa littérature, son approche multi-facettes est largement reconnue.

## Carrière
Sabiha Khémir grandit à Korba, où elle fréquente une médersa dans son enfance. Elle est diplômée en 1982 de l'École normale supérieure de Paris, avec un diplôme en littérature anglaise. En 1986, elle obtient une maîtrise d'art et d'archéologie islamique de la School of Oriental and African Studies et, en 1990, un PhD de la même institution. En 1990, elle est post-doctorante à l'université de Pennsylvanie, à Philadelphie (États-Unis).
Certaines de ses premières activités scientifiques sont illustrées dans sa thèse de doctorat intitulée The Palace of Sitt al-Mulk and Fatimid Imagery et soutenue en 1990 à la School of Oriental and African Studies.
Entre 1991 et 1992, Khémir est consultante pour le Metropolitan Museum of Art de New York dans le cadre de l'exposition Al-Andalus: Islamic Arts of Spain. Dans ce cadre, elle voyage en Europe et en Afrique du Nord à la recherche d'objets et d'histoires qui aurait pu servir de base pour l'événement. « Elle a rédigé une étude attentive de dix exemplaires de manuscrits coraniques pour montrer comment différents styles de calligraphie se sont développés dans le monde islamique [...] L'année de l'exposition Al-Andalus a été significative : 1992 a marqué le 500e anniversaire du célèbre voyage de Christophe Colomb en 1492, qui est aussi l'année où le règne islamique est arrivé à son terme dans la péninsule Ibérique ». Cette expérience a inspiré l'un de ses essais, The Absent Mirror, publié d'abord dans la collection « Réunions avec des musulmans remarquables » aux éditions Eland Books (en) en 2005.
En 1992 et 1993, Khémir produit deux documentaires diffusés sur Channel 4 au Royaume-Uni. De 1993 à 1996, elle est consultante pour Nour Collection Inc. auprès de la collection Khalili d'art islamique.
Elle est l'auteure d'une œuvre majeure sur l'art figuratif islamique, Figures and Figurines, Sculpture from the Islamic Lands, et contribue à l'ouvrage Seals and Talismans. En 1993, elle fait par ailleurs l'objet d'un court documentaire, pour Central Television (en) au Royaume-Uni, intitulé Take 15.
Entre 2001 et 2004, elle travaille en tant que consultante internationale et aussi comme tutrice d'art islamique et conférencière pour le British Museum Diploma in Asian Art à Londres.

## Culture et art islamiques
Sabiha Khémir est la première directrice du musée d'Art islamique de Doha, au Qatar, de 2006 à 2008, après avoir servi comme consultante de 2003 à 2004, lorsqu'elle fournit des recherches et de la documentation pour le développement de la collection, puis comme conservatrice en chef et directrice par intérim en 2005-2006.
Elle est reconnue pour sa vision dans l'établissement d'un programme pour le musée, qui met l'accent sur la place contextuelle de l'art, et d'un programme éducatif qui commence bien avant que le musée soit inauguré en novembre 2008. Elle est aussi active pour faire croître la collection grâce à l'acquisition d'un certain nombre d'œuvres d'art uniques.
En 2006, elle est commissaire de l'exposition du musée du Louvre intitulée De Cordoue à Samarcande : chefs-d'œuvre du musée d'Art islamique de Doha, la première présentation par le musée de quelques-uns des objets qui allaient devenir le noyau de sa collection permanente.
Les choix de Khémir pour l'exposition montrent « tous les éléments essentiels de l'art islamique : l'arabesque, la géométrie et la calligraphie [...] C'est sublime, mais Sabiha Khemir veut que les objets de la collection, tout en donnant de la joie, changent notre perception de l'art islamique et corrigent certains malentendus communs [...] Sabiha Khemir espère que la beauté manifeste des objets conduira les gens à une nouvelle appréciation de l'art islamique, et que ce musée va interpréter son histoire et ses traditions pour un public moderne, tout comme le bâtiment de Pei trouve un langage contemporain, moderniste, pour l'architecture islamique historique. Ainsi, la collection et la construction sont des métaphores de l'un à l'autre ».

## Œuvres d'art
À l'âge de 15 ans, elle effectue son premier travail créatif en tant que jeune illustratrice en contribuant avec ses sœurs Esma, Rafika, Mounira et Saïda au conte L'Ogresse de son frère Nacer, publié aux éditions Maspero en 1975, puis illustre entièrement Le Nuage amoureux (tr) de Nâzım Hikmet, traduit par Münevver Andaç et publié aux éditions Maspero en 1979.
Les dessins de Khémir sont utilisés comme illustrations ou pour des couvertures de livres d'auteurs bien connus tels que Respected Sir du prix Nobel de littérature égyptien Naguib Mahfouz.
La plupart sont exécutés à la plume et à l'encre, où la précision et la commande de la ligne et les petites marques de la pointe de la plume se juxtaposent au monde librement exprimé de l'histoire. Elle crée des mondes qui reflètent le caractère intemporel de différents récits, souvent des contes islamiques classiques. Son style est une allusion à l'illustration islamique historique, mais est totalement moderne. Ses œuvres sont pleines d'humour et idiosyncrasiques.
Son travail d'illustration le plus connu est The Island of Animals ; ses dessins s'unissent avec la traduction de Denys Johnson-Davies (en) de cette fable islamique du Xe siècle sur les responsabilités de l'homme vis-à-vis des animaux, adapté de The Dispute between Animals and Man issu des Ikhwan al-Safa.

## Expositions
- 1980 : Centre national d'art et de culture Georges-Pompidou, Paris, France ;
- 1987-1988 et 1993 : Kufa Gallery, Londres, Royaume-Uni ;
- 1993-1995 : National Museum of Women in the Arts, Washington, États-Unis (également itinérante aux États-Unis) ;
- 1998 : Zamana Gallery, Londres, Royaume-Uni ;
- 1999-2000 : Dialogues of the Present (exposition itinérante), Royaume-Uni ;
- 2006 : Word into Art, British Museum, Londres, Royaume-Uni ;
- 2009 : Adair Margo Gallery, El Paso, États-Unis[10] ;
- 2012 : Beauty and Belief: Crossing Bridges with the Arts of Islamic Culture, musée d'art de l'université Brigham Young (en), Provo, États-Unis[11].

## Publications

### Histoire de l'art
- (en) « The Arts of the Book », dans Jerrilynn Dodds [sous la dir. de], Al-Andalus: Islamic Arts of Spain, New York, Metropolitan Museum of Art, 1992 (ISBN 0-87099-636-3, lire en ligne), p. 115-126 ;
- (en) Figures and Figurines : Sculptures of the Islamic Lands, Oxford, Oxford University Press, 1999, 320 p. (ISBN 978-0-19-727622-8) ;
- (en) « Mobile Identity and the Focal Distance of Memory », dans Fran Lloyd, Displacement & Difference: Contemporary Arab visual culture in the diaspora, Londres, Saffron Books, 2000 (ISBN 978-1872843223), p. 43-51 ;
- De Cordoue à Samarcande : chefs d'œuvre du musée d'Art islamique de Doha (trad. de l'anglais), Paris, Musée du Louvre, 2006, 224 p. (ISBN 88-7439-316-4) ;
- (en) Beauty and Belief : Crossing Bridges with the Arts of Islamic Culture, Provo, Brigham Young University Press, 2012, 264 p. (ISBN 978-0-8425-2811-5) ;
- (en) Nur : Light in Art and Science in the Islamic World, Madrid, Ediciones El Viso America, 2014, 304 p. (ISBN 978-84-89895-32-4).

### Fictions
- (en) Waiting in the Future for the Past to Come, Londres, Quartet Books, 1990, 272 p. (ISBN 978-0-7043-7048-7)[12] ;
- (en) The Blue Manuscript, Londres/New York, Verso, 2009, 307 p. (ISBN 978-1-84467-417-6)[13].